# Pompe doseuse
 (janvier 2011).
Si vous disposez d'ouvrages ou d'articles de référence ou si vous connaissez des sites web de qualité traitant du thème abordé ici, merci de compléter l'article en donnant les références utiles à sa vérifiabilité et en les liant à la section « Notes et références ».
Pour les articles homonymes, voir Pompe (homonymie).

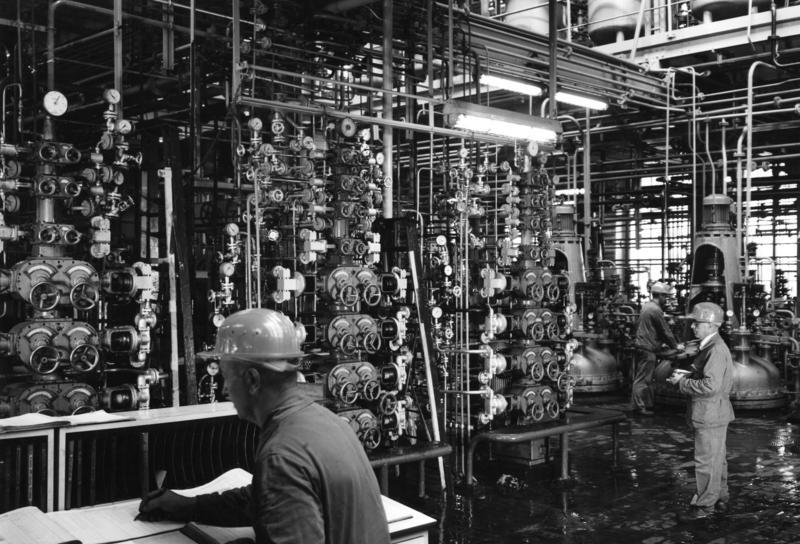
Pompes doseuses pour la fabrication de Perbunan N aux usines Bayer de Leverkusen (1935).

Les pompes doseuses servent à injecter de façon précise et répétable de petites quantités de liquides ou de fluides plus ou moins visqueux contenant éventuellement des morceaux solides ou semi-solides suivant un cycle défini. Elles sont utilisées dans les domaines de la pharmacie, de l'agriculture, de l'agroalimentaire, de la cosmétique, du diagnostic médical, du dosage industriel, de l'impression jet d'encre, des piles à combustible, de l'industrie des semi-conducteurs ou de l'analyse d'eau.

## Pompe de dosage à membrane

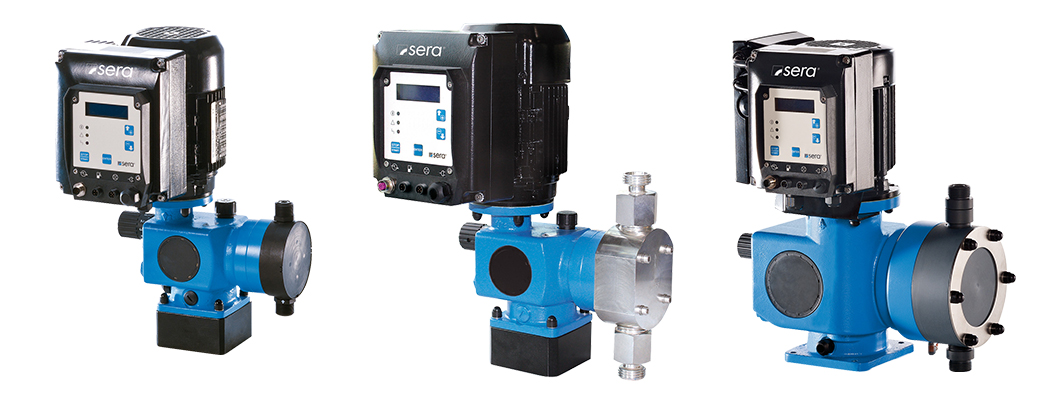
Pompes doseuse de sera

Les pompes doseuses à membrane possèdent par rapport aux autres types de pompes en concurrence un ensemble d’avantages remarquables. Elles sont auto-amorçantes et peuvent parfaitement fonctionner à sec ; elles peuvent donc pomper de l’air. Comme la membrane n’agit pas seulement comme composant de transfert mais aussi comme joint statique, il en résulte que les pompes à membrane sont très bien adaptées aux gaz volatils et aux solutions chimiques cristallisantes. Un autre avantage de ces pompes est que les liquides et les gaz transportés ne sont pas modifiés par les frottements ou souillés par les lubrifiants. La construction simple des pompes permet, en outre, une utilisation sur une très longue période sans entretien. Enfin, les pompes doseuses à membrane se différencient  par une grande précision de dosage sur toute la durée de vie.

### Pompe de dosage magnétique à membrane
La pompe de dosage magnétique à membrane a été développée pour le dosage individuel et offre une commande externe simple : chaque impulsion électrique produit une compression. Le volume de compression peut être réglé sur une plage de 5  à   25 microlitres par une simple vis. Cela permet aux utilisateurs de calibrer eux-mêmes facilement la pompe pour l’adapter aux paramètres de leur système. Le réglage de la fréquence des impulsions électriques détermine le débit entre 0  et   30 millilitres par minute. Cette pompe de dosage possède une très bonne durée de vie ainsi qu’une grande fiabilité due à la technologie brevetée des clapets et au traitement de surface des parties en mouvement. Grâce à une technique nouvelle la pompe est étanche à l’aspiration comme au refoulement. On peut ainsi se passer d’un clapet anti-retour ou d’un clapet magnétique externe.

### Micro-pompe à membrane pour le transfert et le dosage simple
Il s’agit d’une pompe à liquides éprouvée avec un moteur à courant continu sans balais développé spécifiquement ainsi qu’une électronique de commande propre la qualifiant ainsi pour des tâches de dosage et de transfert. Elle permet de doser de manière continue entre 5  et   70 millilitres par minute. La pompe est pilotée de manière très simple ; la dose est déterminée par une tension continue entre 0  et   5 volts transmise au moteur par un fil supplémentaire.
La consommation du moteur est très basse, moins de 1 watt. L’électronique de régulation combinée à la technologie à membrane brevetée garantit une haute stabilité en pression. En conséquence, la pompe travaille contre une  pression de refoulement ou avec un vide à  à une vitesse constante. Enfin, elle est très compacte et possède une longue durée de vie.

## Pompes doseuse à piston

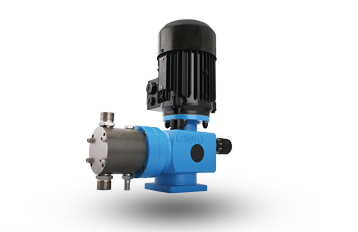
Pompe doseuse à piston de sera

Les pompes doseuses à piston fonctionnent par association de 2 mouvement synchronisés : un mouvement de translation d'un piston dans une chambre cylindrique permettant l'aspiration et le refoulement d'une quantité donnée de fluide, et un mouvement de rotation d'une tête de dosage permettant de dissocier les cycles d'aspiration et de refoulement. Ces pompes sont actuellement les seules permettant le dosage de fluides visqueux pouvant contenir des morceaux solides ou semi-solides avec une très grande précision et répétabilité. Elles sont principalement utilisées dans les industries agroalimentaires qui nécessitent de plus du matériel qui puisse être nettoyé et stérilisé sans démontage, avantages fournis par cette technologie qui peut par ailleurs doser les ingrédients sous des pressions relativement importantes.

## Pompes péristaltiques à tube

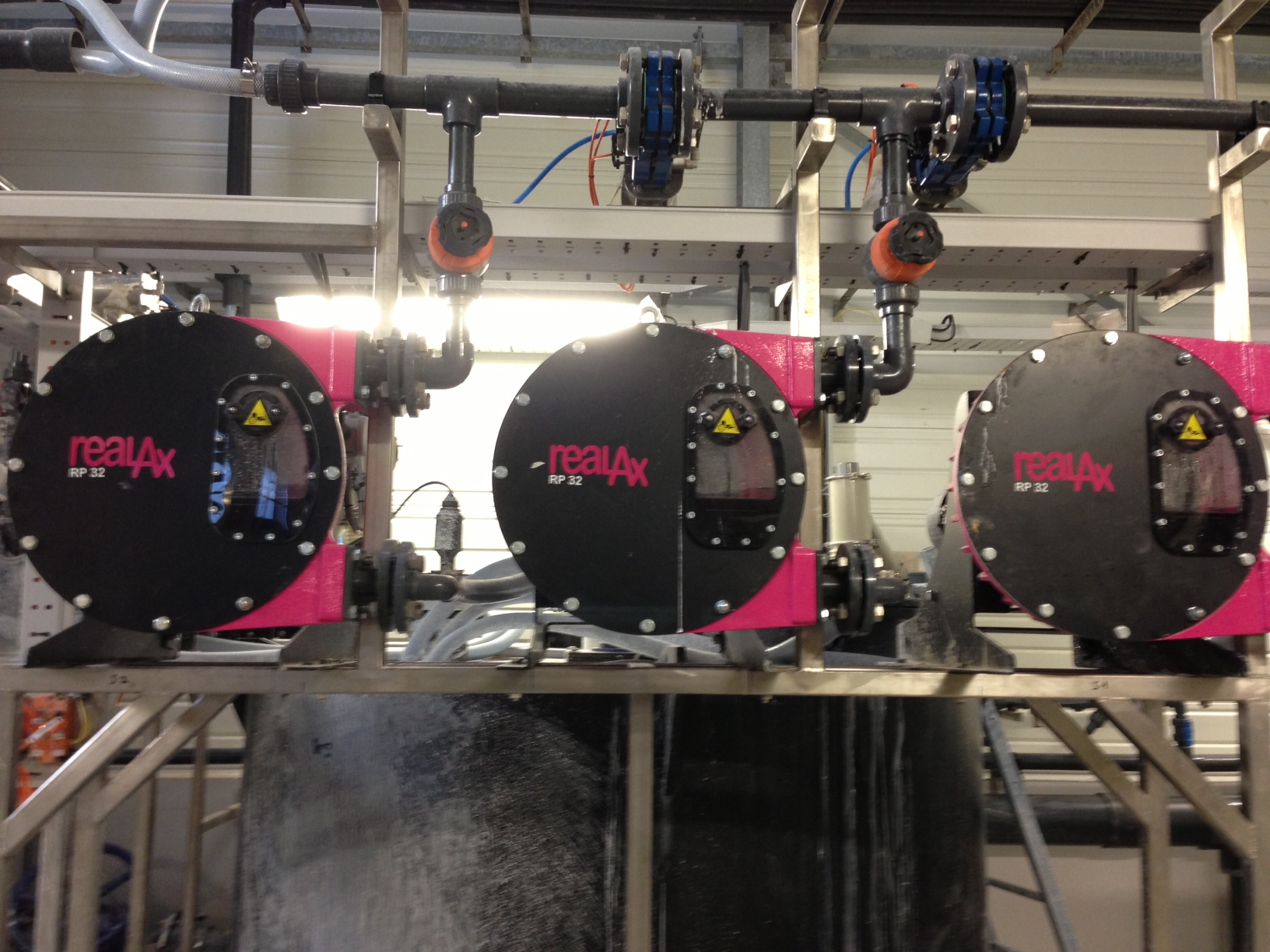
Pompe péristaltique

Ces pompes sont idéales pour le dosage de produits très abrasifs, mais sont cependant d'une précision peu élevée. Elles fonctionnent par écrasement entre des galets mécaniques d'un tube déformable, créant ainsi la dépression nécessaire à l'aspiration du fluide à véhiculer ainsi que son déplacement tout au long du tube.

## Pompes à cavités progressives (PCP)
Le dosage est assuré par le transfert d'une quantité donnée de fluide contenu dans les cavités de la pompe formées par la rotation d'un rotor hélicoïdale dans un stator en élastomère aux formes complémentaires de celles du rotor. Les pompes à cavités progressives autorisent ainsi le dosage en continu de produits fragiles pour des applications pouvant requérir des débits importants.

## Pompes doseuse hydro-motrice proportionnelle
La pompe doseuse hydro-motrice proportionnelle permet d’injecter et de mélanger un concentré soluble ou liquide dans l’eau. Installé sur un réseau d'eau, ce doseur fonctionne sans électricité : il utilise la pression de l'eau comme force motrice. Ainsi actionné, il aspire le produit concentré, le dose au pourcentage désiré, l'homogénéise avec l'eau motrice dans sa chambre de mélange. La solution est alors éjectée en aval. Une fois réglé, le doseur ne nécessite ni intervention, ni contrôle extérieur.
Le dosage du produit injecté est constant, rigoureusement proportionnel au volume d'eau qui traverse le doseur, quelles que soient les variations de pression et de débit qui peuvent intervenir.

## Moteur pas à pas pour un meilleur contrôle et des pressions élevées
Ces pompes peuvent répondre à de nombreuses exigences. Elles sont pourvues d’un moteur pas à pas à deux phases qui rend possible un pilotage exact de la vitesse moteur, assure une grande répétibilité et une flexibilité. Ces pompes peuvent doser respectivement entre 0,2  et   20 millilitres et entre 0,9  et   90 millilitres et permettent le dosage continu ou le dosage de volumes individuels. Les autres caractéristiques de ces pompes doseuses sont une grande stabilité sur la plage de fonctionnement de 0  à   6 bar et une bonne stabilité à long terme.

## Tout en un: les systèmes de dosage

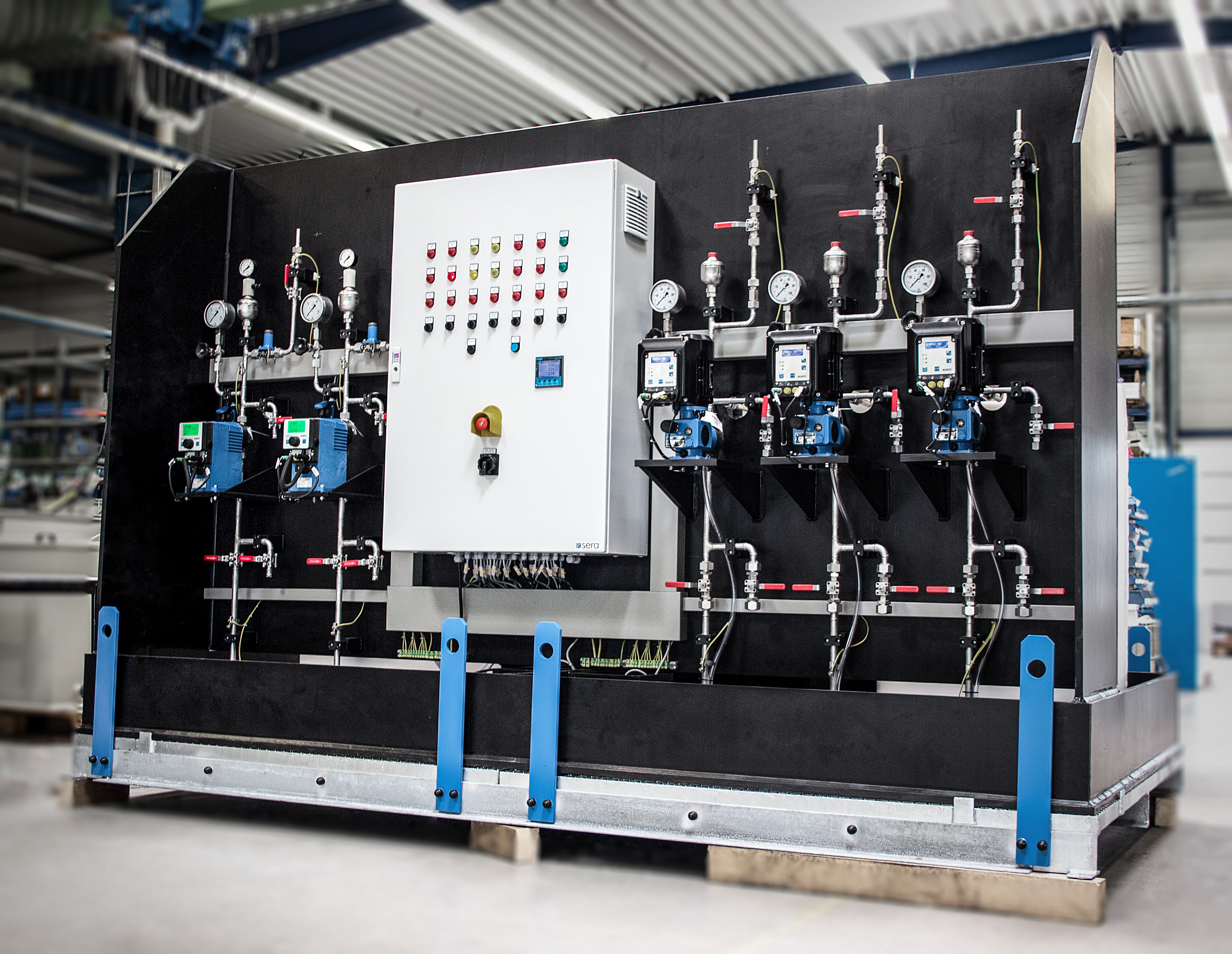
Système de dosage

Les systèmes de dosage intégrés qui comprennent la pompe et l’électronique de commande offrent de nombreuses possibilités dans un seul produit. De tels systèmes sont employés quand une solution toute prête est requise, sans qu’il soit nécessaire de développer du matériel informatique et des logiciels.
La gamme de pompes de dosage est complétée par des modèles portables pour le laboratoire, les essais ou les procédés.

## Exemples de fabricants
- Lewa Nikkiso 
- sera 
-Grundfoss
- Seko
-Prominent
-Milton Roy
-Dosatron
-Iwaki
-Watson Marlow
-Axflow